# Holden VR
Der Holden VR wurde in den Jahren 1993 bis 1995 von der australischen GM-Division Holden gefertigt. Es gab ihn als
- Modell Calais,
- Modell Caprice,
- Modell Commodore,
- Modell Commodore Utility und
- Modell Statesman.